# Jabeekse Bossen
De Jabeekse Bossen is een bosgebied ten noordoosten van Jabeek (gemeente Beekdaelen) in het zuiden van de Nederlandse provincie Limburg, op de grens met het Duitse Süsterseel. Het is aangewezen als stiltegebied en is in bezit van Natuurmonumenten.
De Jabeekse Bossen zijn gelegen in het beekdal van de Roode Beek tussen Etzenrade en Jabeek. Het gebied wordt gevormd door een aantal verspreide bossen waartussen de Roode Beek van oost naar west stroomt. De lagere delen bestaan uit vochtige beemden en broekbos en de hogere delen uit dekzandgebied met naaldbos. Op de rechteroever van de Roode Beek bevindt zich een steilrand van circa twintig meter hoogte die de overgang vormt naar de Geilenkirchener Lehmplatte. Boven aan deze steilrand ligt de Gangelter Heide. Ten westen van de Jabeekse Bossen ligt voorts het Tüdderner Fenn.
In heb gebied staan twee historische watermolens: de Etzenrader Mühle uit 1492 en de Roermolen uit 1794.